# Иликовский проспект
Иликовский проспект — проспект в городе Ломоносове Петродворцового района Санкт-Петербурга. Проходит от Еленинской улицы до стыка Швейцарской улицы и Сойкинской дороги.

## История
Первоначально нынешние Иликовский проспект, а также часть Сойкинской дороги и Иликовская дорога были объединены общим названием дорога на Илики. Этот топоним появился в Ораниенбауме во второй половине XVIII века и происходит от наименования деревень Малые и Большие Илики (уничтожены в годы Великой Отечественной войны), через которые проходила дорога. 
Помимо Иликовских проспекта и дороги, геоним сохраняется в названии кладбища «Илики» (Иликовская дорога, 2).
27 февраля 1869 года из дороги на Илики был выделен Иликовский проспект в нынешних границах.
В советское время был переименован в проспект Волода́рского в честь революционера В. Володарского.
Историческое название — Иликовский проспект — было возвращено 13 января 1998 года.
6 ноября 2015 года часть Иликовского проспекта — от Еленинской улицы до площади Стравинского — стала односторонней.

## Застройка

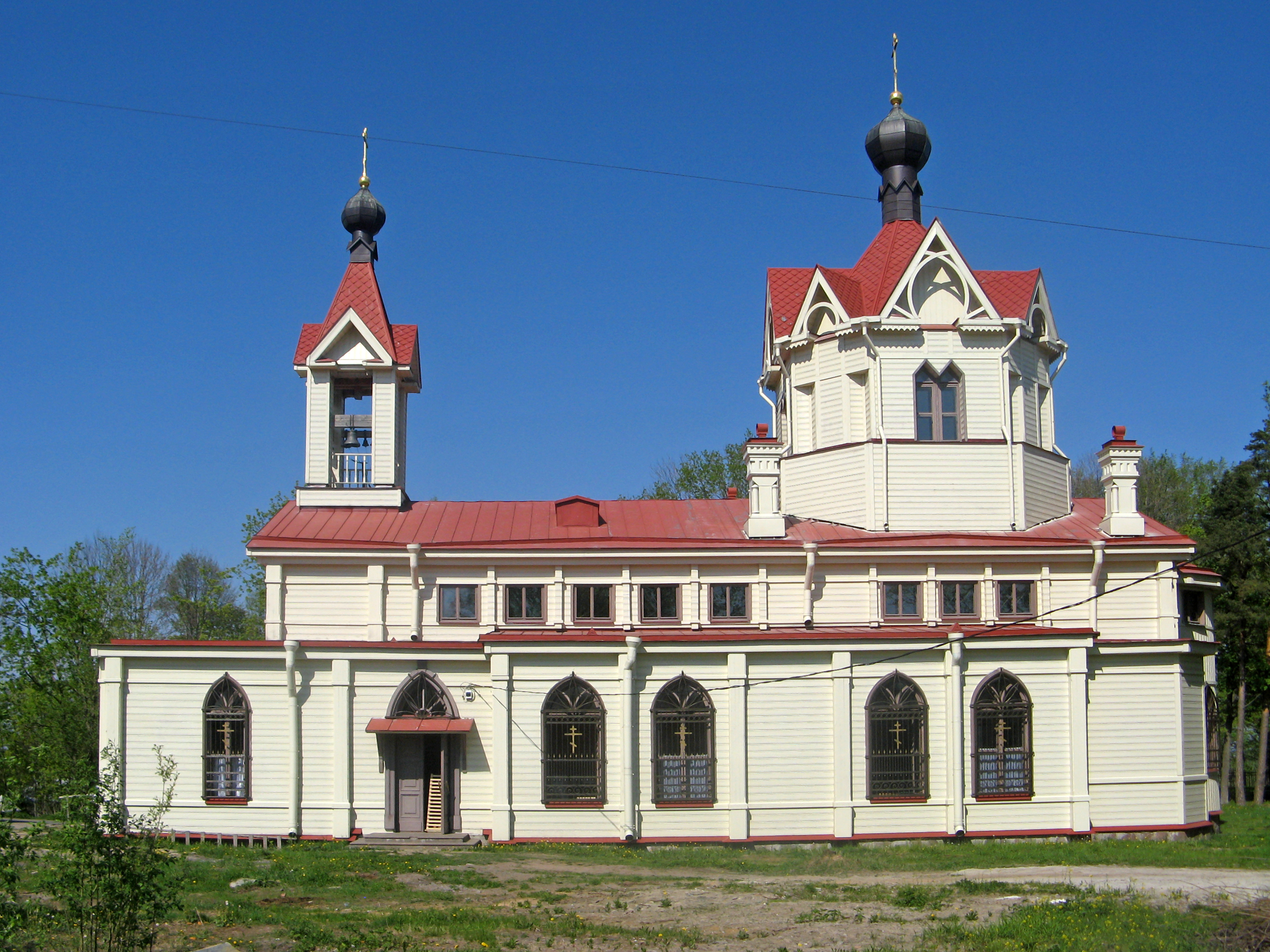
Церковь святого Спиридона Тримифунтского

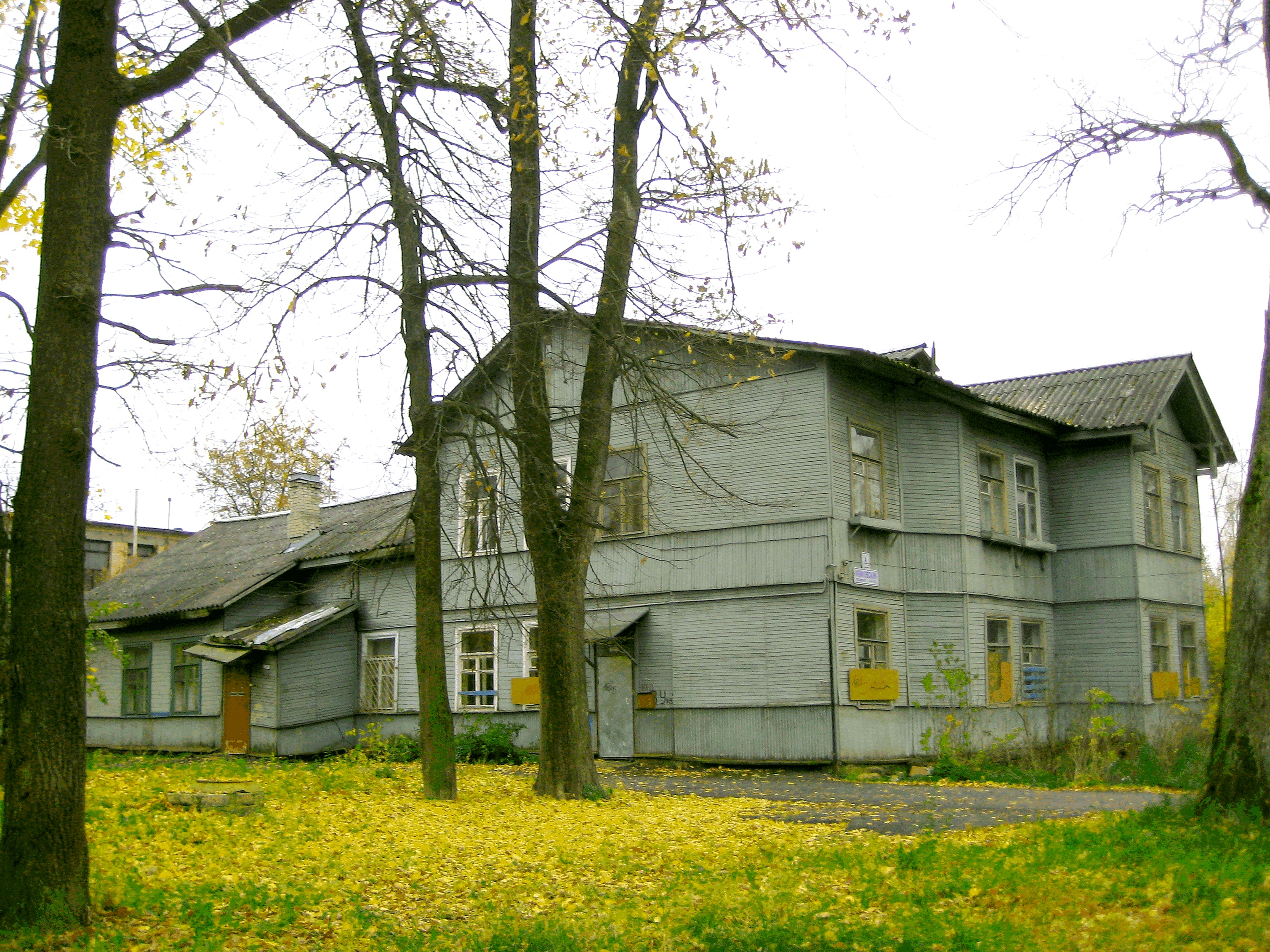
Иликовский проспект, 8, деревянная дача

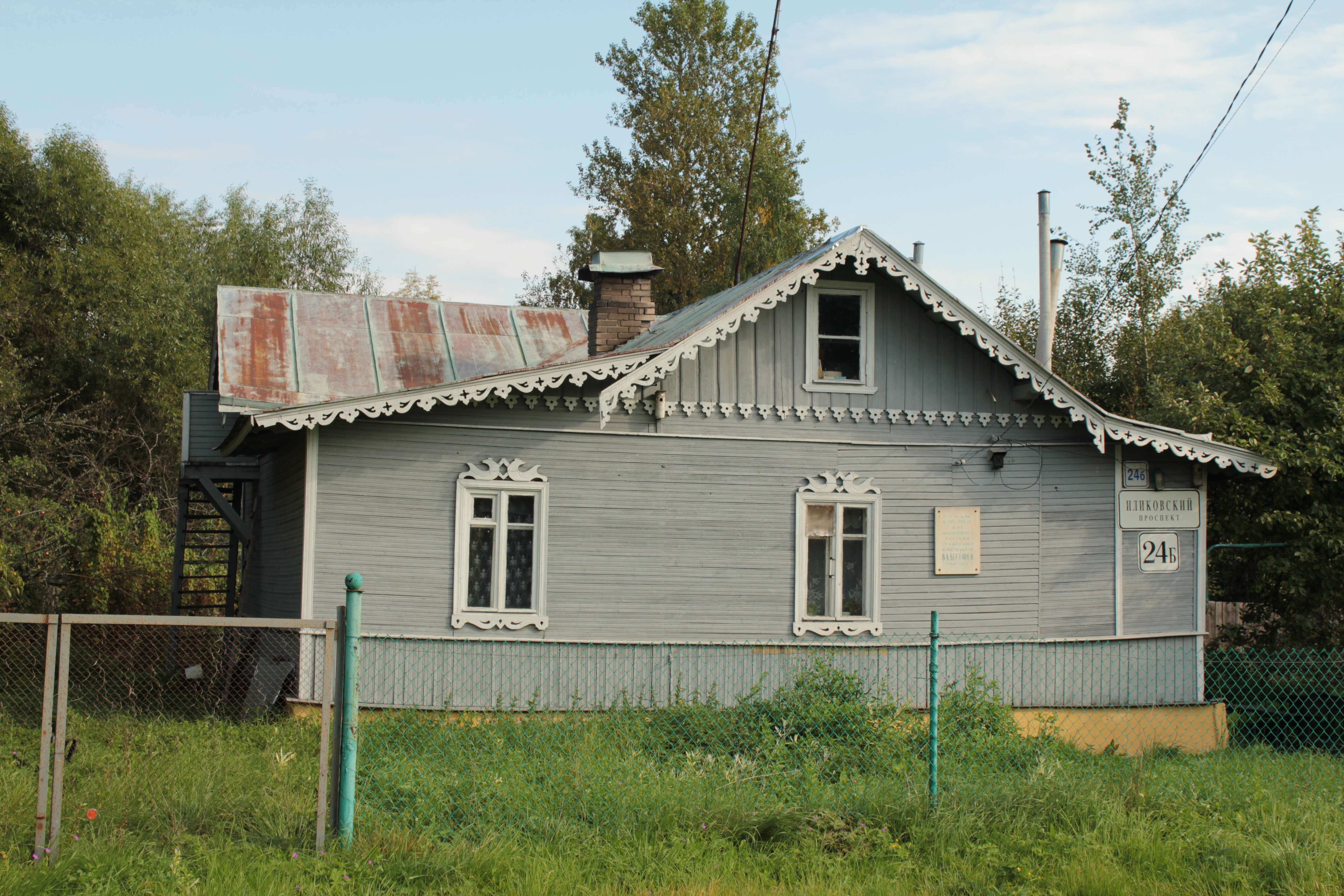
Дом В. А. Дегтярёва

- Дом 1 — церковь святого Спиридона Тримифунтского (1896; воен. инж. В. И. Щеглов; памятник федерального значения[3]; воссоздана в 2013—2014[4])
- Дом 1а — главное здание казарменного комплекса (сер. XVIII в., арх. Ф. Б. Растрелли; перестроено в XIX в.; памятник регионального значения[5])
- Дом 1/3, литера А — флигель казарменного комплекса (сер. XIX в.; памятник регионального значения[5])
- Дом 1/3, литера В — флигель казарменного комплекса (сер. XIX в.; памятник регионального значения[5])
- Дом 8 — дача (2-я пол. XIX в.; выявленный объект культурного наследия[6]). В 2016 году стало известно, что это расселённое двухэтажное деревянное здание город продаст с торгов[7]
- Дом 24б — дом, в котором в 1915—1916 гг. жил оружейный конструктор В. А. Дегтярёв (1914—1915; памятник регионального значения[8]). В 2016 году стало известно, что это одноэтажное деревянное здание город продаст с торгов[7]
- Дом 26 — дача (2-я пол. XIX в.; памятник регионального значения[5]). В 2016 году стало известно, что это расселённое двухэтажное деревянное здание город продаст с торгов[7]

## Перекрёстки
- Еленинская улица
- Александровская улица (площадь Стравинского)
- Швейцарская улица / Сойкинская дорога / Краснопрудская улица